# Генріх Бурхард
Генріх Бурхард (нім. Heinrich Burchard; 5 жовтня 1894, Фульда — 11 квітня 1945, Любтен) — німецький офіцер, дипломований інженер, генерал зенітних військ люфтваффе. Кавалер Німецького хреста в золоті.

## Біографія
Учасник Першої світової війни. Після демобілізації армії залишений у рейхсвері, служив у артилерійських та транспортних частинах. Закінчив Берлінське вище технічне училище (1930) і курси офіцерів Генштабу (1937). З 1 жовтня 1934 року — командир транспортного (зенітного) батальйону «Вольфенбюттель», який 1 жовтня 1935 року був переданий люфтваффе. З 1 лютого 1938 року — начальник Оперативного відділу академії ВПС. З 30 червня 1938 року — начальник штабу 12-ї авіаційної області, з 15 серпня 1940 року — авіаційної області «Західна Франція». З 3 грудня 1940 по 1 липня 1941 року — начальник 2-го командування ППО. З 1 серпня 1941 року — начальник 7-го командування ППО. З 1 вересня 1941 року — командир 7-ї зенітної дивізії. З 21 лютого 1942 року — начальник Особового штабу авіаційної області «Північна Африка». З 6 серпня по 21 грудня 1942 року — командир 19-ї, з 1 березня 1943 року — 7-ї зенітної дивізії. З 10 липня 1944 року — генерал зенітних військ для особливих доручень при головнокомандувачі ВПС. Покінчив життя самогубством.

## Звання
- Фанен-юнкер (23 березня 1914)
- Фенрих (1 березня 1915)
- Лейтенант (18 квітня 1915)
- Обер-лейтенант (1 серпня 1922)
- Гауптман (1 січня 1928)
- Майор (1 липня 1934)
- Оберст-лейтенант (1 жовтня 1936)
- Оберст (1 лютого 1939)
- Генерал-майор (1 листопада 1940)
- Генерал-лейтенант (1 серпня 1941)
- Генерал зенітних військ (1 вересня 1944)

## Нагороди
- Залізний хрест 2-го і 1-го класу
- Нагрудний знак «За поранення» в чорному
- Почесний хрест ветерана війни з мечами
- Медаль «За вислугу років у Вермахті» 4-го, 3-го і 2-го класу (18 років)
- Нагрудний знак пілота
- Медаль «У пам'ять 1 жовтня 1938»
- Застібка до Залізного хреста 2-го і 1-го класу
- Срібна медаль «За військову доблесть» (Італія)
- Нагрудний знак зенітної артилерії люфтваффе
- Нарукавна стрічка «Африка»
- Німецький хрест в золоті (23 лютого 1943)

Вальтер-Пер Фельгібель стверджував, що Бурхард 31 жовтня 1944 року був нагороджений Лицарським хрестом Залізного хреста, проте документальних підтверджень цьому немає.